# NGC 3165
NGC 3165 este o galaxie spirală situată în constelația Sextantul. A fost descoperită în 30 ianuarie 1856 de către William Parsons, 3rd Earl of Rosse⁠(d).